# Harry Judd
Harry Mark Christopher Judd (Chelmsford, Essex; 23 de diciembre de 1985), más conocido como Harry Judd, es el batería de la banda británica McFly, completada por sus compañeros Tom Fletcher, Dougie Poynter y Danny Jones. 
Es también conocido por participar brevemente como batería de Busted y por ganar la novena temporada del concurso de baile británico Strictly Come Dancing.

## Biografía
Harry nació en Chelmsford, Essex, Inglaterra. Es el menor de tres hermanos, tiene una hermana un año menor que él y un hermano tres años más pequeño. Estudió en el colegio Uppingham, donde también estudiaba el ex componente de la banda Busted, Charlie Simpson. Aprendió a tocar la batería con 16 años ayudado a veces por Charlie Simpson. Sus bandas favoritas son The Who, Simple Plan, Dashboard Confessional, My Chemical Romance, Incubus y The Beatles. Además es un fanático del actor Jim Carrey, siendo su película favorita Ace Ventura Detective de Mascotas.
Judd comenzó a salir con la exviolinista Izzy Johnston desde que apareció como parte de la sección de cuerda en la gira de conciertos de McFly en 2005. El 17 de mayo de 2012, Judd le pidió matrimonio a Izzy en la isla de Santa Lucía. Se casaron en Harpenden, Herts el 21 de diciembre de 2012. El 25 de enero de 2016 nació su primera hija, Lola Rose Emma Judd, concebida a través de fertilización in vitro y el 26 de agosto de 2017 nació su segundo hijo, Kit Harry Francis Judd. En abril de 2021 anunció que sería padre por tercera vez. El 11 de octubre de 2021 anunciaron el nacimiento de su tercer hijo.

## Carrera musical

### McFly
Harry entró a la banda gracias a un anunció que encontró en la revista NME, el cual ponía que una banda buscaba bajista y batería. De esta manera también entró Dougie en el grupo, casualmente asistieron a la misma audición.

## Apariciones en cine y televisión
Harry ha hecho su aparición, junto al resto de la banda, en el cine de dos maneras: la primera, participando en la película de Lindsay Lohan y Chris Pine, Just my luck, interpretándose a sí mismo. La segunda, poniendo ritmo al tema principal de la película de Ben Stiller, Night at the Museum, con el tema «Friday Night», extraído de su tercer álbum de estudio, Motion in the Ocean.
 También ha participado con sus compañeros en algunos episodios de series británicas como Casualty, Hollyoaks o Doctor Who y la más reciente, McFly On the Wall, donde se narra la experiencia como banda de los chicos. 
Además tuvo la oportunidad de aparecer como batería en el videoclip del hit  «Crashed the Wedding» de Busted.
En el año 2010, la banda rodó su propio cortometraje de 40 minutos de duración de tema vampírico, llamado Nowhere Left to Run, para promocionar su revolucionaria web Super City.

El 19 de noviembre de 2010, Harry ganó un episodio especial de Strictly Come Dancing con motivo de recaudar fondos para Children In Need, donde se asoció con Ola Jordania.

En febrero y diciembre de 2011 fue portada en solitario de la revista Attitude y posteriormente también de Fabulous el 29 de octubre de 2011. También participó en el concurso All Star Family Fortunes.

### Strictly Come Dancing
El 6 de septiembre de 2011, se anunció que Harry tomaría parte en la nueva temporada de Strictly Come Dancing. En el primer programa del 10 de septiembre, Aliona Vilani fue elegida como su pareja de baile. Sus actuaciones fueron bien recibidas por los jueces del programa, con unas puntuaciones que le permitieron posicionarse en la mitad superior de la clasificación cada semana. El 17 de diciembre de 2011 Harry se convirtió en el ganador de Strictly Come Dancing.
| Semana # | Estilo/Canción                              | Puntuaciones de los jueces | Puntuaciones de los jueces | Puntuaciones de los jueces | Puntuaciones de los jueces | Puntuaciones de los jueces | Resultado  |
| Semana # | Estilo/Canción                              | Craig Revel Horwood        | Len Goodman                | Alesha Dixon               | Bruno Tonioli              | Total                      | Resultado  |
| 1        | Cha-Cha-Cha / «Moves like Jagger»           | 6                          | 7                          | 8                          | 7                          | 28                         | No elimado |
| 2        | Foxtrot / «Just the Way You Are»            | 6                          | 6                          | 8                          | 7                          | 27                         | Salvado    |
| 3        | Jive / «Greased Lightnin»                   | 8                          | 8                          | 9                          | 8                          | 33                         | Salvado    |
| 4        | Vals / «Come Away With Me»                  | 8                          | 8                          | 10                         | 9                          | 35                         | Salvado    |
| 5        | Tango / «Psycho Killer»                     | 8                          | 7                          | 10                         | 9                          | 34                         | Salvado    |
| 6        | Samba / «I Wish»                            | 8                          | 9*                         | 8                          | 8                          | 33                         | Salvado    |
| 7        | Tango / «Así se Baila el Tango»             | 9                          | 8                          | 10                         | 10                         | 37                         | Salvado    |
| 8        | Salsa / «I'm Still Standing»                | 8                          | 8                          | 9                          | 9                          | 34                         | Salvado    |
| 9        | Quickstep / «Don't Get Me Wrong»            | 9                          | 10                         | 10                         | 10                         | 49                         | Salvado    |
| 9        | Swing Marathon / «Chattanooga Choo Choo»    | 7                          | 7                          | 7                          | 7                          | 46                         | Salvado    |
| 10       | Rumba / «(Everything I Do) I Do It For You» | 9                          | 9                          | 9                          | 9                          | 36                         | Salvado    |
| 11       | Vals vienés / «This Year's Love»            | 9                          | 10                         | 10                         | 10                         | 39                         | Salvado    |
| 11       | Charleston / «I'm Just Wild About Harry»    | 9                          | 10                         | 10                         | 10                         | 39                         | Salvado    |
| 12       | Quickstep                                   | 10                         | 10                         | 10                         | 10                         | 40                         | Salvado    |
| 12       | Showdance                                   | 9                          | 9                          | 10                         | 9                          | 37                         | Salvado    |
| 12       | American Smooth                             | 9                          | 10                         | 10                         | 10                         | 39                         | Salvado    |
| 12       | Tango argentino                             | 10                         | 10                         | 10                         | 10                         | 40                         | Ganador    |

El 23 de marzo de 2012 Harry realizó de nuevo en la BBC un especial Strictly Come Dancing Underwater, como parte de la campaña Sport Relief 2012, y fue derrotado estrechamente por Chelsee Healey.

## Filantropía
Una de las cosas que hace a Harry tan destacable es por su participación en numerosas causas benéficas. Además de campañas donde McFly aportó su colaboración como grupo, Children in Need o Comic Relief, Harry ha participado en muchas otras:
- Está relacionado con una campaña caritativa llamada "Rupert's Fund", en honor a un viejo amigo que sufrió de leucemia cuando fue un adolescente. Tras la recuperación de su amigo, Harry creó esta fundación ya que se dio cuenta de lo horrible que era y quiso ayudar.
- Harry abrió un centro para niños con cáncer en el Hospital de Addenbrooke en el 2009.[21]
- Colabora también con la organización Eyes Alight, dedicada a ayudar a las personas con daños cerebrales, puesto que el hermano de su esposa Izzy sufre de ello.

Además ha participado en varios maratones para ayudar a algún tipo de fundación. Debido al maratón de Londres de 2008, Harry sufrió una dura lesión por el intensivo entrenamiento que estaba realizando, lesión que acabó en operación.